# Fivelandia 16
Fivelandia 16 è una raccolta di sigle di programmi per bambini in onda sulle reti Mediaset pubblicata nel 1998.
L'album vede la presenza, alla traccia 16, di un brano non legato ai cartoni animati: trattasi di una cover di un classico natalizio inglese interpretata da Cristina D'Avena, adattato in lingua italiana da Alessandra Valeri Manera. Contiene, tra le altre, la prima sigla in assoluto incisa da Giorgio Vanni: "Superman".

## Tracce
Testi di Alessandra Valeri Manera.
1. Pippi Hurrà (musica: Gianfranco Fasano)
2. Evviva Zorro (musica: Gianfranco Fasano)
3. Scodinzola la vita e abbaia l'avventura con Oliver (musica: Gianfranco Fasano)
4. Robinson Bignè (musica: Silvio Amato)
5. Nel meraviglioso mondo degli gnomi (musica: Gianfranco Fasano)
6. È piccolo, è bionico, è sempre Gadget (musica: Silvio Amato)
7. Yoghi, salsa e merende (musica: Gianfranco Fasano)
8. Col vento in poppa verso l'avventura (musica: Gianfranco Fasano)
9. Superman (musica: Max Longhi, Giorgio Vanni)
10. Curiosando nei cortili del cuore (musica: Gianfranco Fasano)
11. Tartarughe Ninja: l'avventura continua (musica: Silvio Amato)
12. Extreme Dinosaurs: quattro dinosauri scatenati (musica: Vincenzo Draghi)
13. Un alveare di avventure per l'ape Magà (musica: Silvio Amato)
14. Caccia al tesoro con Montana (musica: Gianfranco Fasano)
15. Batman, cavaliere della notte (musica: Silvio Amato)
16. Il Natale è (The First Noel) (musica: Gianfranco Fasano, Marco Mojana)

## Interpreti
- Cristina D'Avena (n. 1-3-4-5-6-7-8-10-13-14-16)
- Enzo Draghi (n. 2-11-12-15)
- Giorgio Vanni (n. 9)
- I Piccoli Cantori di Milano diretti da Laura Marcora, Marco Gallo, Silvio Pozzoli, Moreno Ferrara, Nadia Biondini, Simona Scuto, Vincenzo Draghi